# Sommer-Paralympics 2016/Teilnehmer (Fidschi)
| stlisierte Goldmedaille | stlisierte Silbermedaille | stlisierte Bronzemedaille |
| ----------------------- | ------------------------- | ------------------------- |
| —                       | —                         | —                         |

Fidschi entsandt zu den Paralympischen Sommerspielen 2016 in Rio de Janeiro 1 Athleten und 1 Athletin.

## Teilnehmer nach Sportart

### Leichtathletik
| Männer         |                |   |   |   |   |        |    |    |
| Epeli Baleibau | Hochsprung T47 | - | - | - | - | 1,70 m | 11 | 11 |

### Tischtennis
| Frauen     |                       |              |     |                  |     |               |               |               |               |   |
| Mere Roden | Damen Einzel Klasse 5 | Young-A Jung | 0:3 | Ingela Lundbaeck | 0:3 | ausgeschieden | ausgeschieden | ausgeschieden | ausgeschieden | 9 |